# Madeleine Project
Le Madeleine Project est un web-documentaire initialement présenté sur Twitter. Le Madeleine Project est publié sous forme de saison, actuellement quatre, respectivement mises en ligne le 2 novembre 2015, le 8 février 2016, le 27 juin 2016 et le 10 avril 2017. Il compte également une version papier, publiée aux  Éditions du sous-sol en 2016 et réunissant les deux premières saisons (novembre 2015 et février 2016). 
Décrit comme un « feuilleton 2.0 » ou de la Twittérature, ce tweet-documentaire soulève, entre autres, un débat sur les frontières de la littérature de même que sur la gestion post mortem des archives personnelles. 

## Contexte d'écriture
En 2013, Clara Beaudoux, journaliste web à France Info, s’installe dans un appartement parisien dont la cave n’a pas été vidée et pour laquelle le propriétaire ne possède plus la clé. Prenant la décision de scier le cadenas, Beaudoux découvre, derrière la porte, une pièce remplie de coffres et de valises, qui renferment les archives de l’ancienne locataire, une prénommée Madeleine.
Des souvenirs de cette mystérieuse femme née en 1915 et morte en 2012, la journaliste ne jette rien, bien qu’elle ait obtenu l’autorisation du filleul de Madeleine d’en disposer à son gré. En 2015, soit près de deux ans plus tard, Beaudoux se lance dans l’exploration du contenu des boîtes, expérience qu’elle choisit de partager. Tous les jours du 2 au 6 novembre 2015, la journaliste publie des commentaires et des photos de ses trouvailles sur les réseaux sociaux. « Je tweetais le matin ce que j’avais découvert l’après-midi précédent. J’écrivais à mesure dans un carnet ce que je ressentais et je le réécrivais de manière assez spontanée, sous forme de tweet, une fois à mon bureau ».
Le Madeleine Project, à l'origine un simple hashtag, donne ainsi lieu à un double récit : à la fois celui de Madeleine, l’inconnue dont la journaliste trace le portrait à partir des fragments qui lui ont été légués par hasard, et celui de Clara Beaudoux elle-même, qui se découvre au fil des révélations qu’elle fait sur l’ancienne locataire de son appartement : « Madeleine m’a poussée à dire “je”, tout en me laissant de quoi me cacher, derrière elle. C’est comme si elle m’avait donnée la main pour atteindre le seuil d’un monde entre rêve et réalité, entre présence et absence, entre ce qui a été et ce qui est ».

## Madeleine, l'institutrice objet d'étude
Madeleine (son nom n'est pas rendu public) est née à Bourges le 7 mars 1915, d'un père enseignant dans l'enseignement technique et d'une mère mercière. Enfant, elle s'installe à Paris et devient plus tard institutrice à Aubervilliers et rue Championnet dans le 18e. Elle meurt presque centenaire en 2012. Ses parents possédaient une maison de campagne à Montceaux-lès-Meaux. Célibataire, sans enfant, elle n'a pas de sépulture. À son décès, sa cave contenait les souvenirs de ses parents, des lettres et cartes postales, des souvenirs de voyage, provenant particulièrement des Pays-Bas, des coupures de journaux, un manteau et du linge, des films et photographies. Son histoire doit être replacée dans le contexte de la période des Trente Glorieuses, de l'apparition de l'électroménager et des arts ménagers et de l'enseignement laïque.

## Le documentaire
Clara Beaudoux a présenté son documentaire - une série de tweets de 140 caractères ou moins - en plusieurs saisons : 
- Saison 1 en novembre 2015 : présentation des objets conservés dans la cave[10] ;
- Saison 2 en février 2016 : entretiens avec les voisins et le filleul de Madeleine[10] ;
- Saison 3 en juin 2016 : dévoilement de la correspondance amoureuse de Madeleine avec Loulou[11];
- Saison 4 en avril 2017 : l'enquête continue aux Archives ;
- Saison 5 en novembre 2017 : en Hollande.

La saison 1 est écrite dans un « faux direct », la journaliste laissant croire à ses abonnés qu'elle partage ses découvertes à mesure alors qu'elle rapporte en réalité ses trouvailles et ses impressions de la veille. Pour les saisons suivantes, Clara Beaudoux se voit toutefois dans l'obligation de changer d'approche. En effet, puisqu'elle décide d'élargir l'objet de son enquête et de partir à la recherche des proches de Madeleine pour les interviewer, le temps nécessaire à la production du contenu devient beaucoup plus long, ce qui oblige la journaliste à mettre de côté la narration en direct.  
D'abord publié sur Twitter, le tweet-documentaire de Clara Beaudoux a ensuite été décliné sur différents support web : Twitter en anglais, Storify, Facebook, Tumblr et site WordPress. L'écriture est sur le ton de l'intimité, du tutoiement et joue sur l'émotion et l'effet de surprise. Clara Beaudoux joue sur l'effet Madeleine de Proust. Pour son enquête, elle a interrogé les voisins et le filleul de Madeleine. Ce récit est à la fois biographique et autobiographique, Clara Beaudoux se révélant au fur et à mesure en créant des parallèles avec sa vie.
En janvier 2019, Clara Beaudoux twitte le départ de la collection et annonce la mise en place d'une exposition en juin 2019, au Musée d'Histoire de la vie quotidienne à Saint-Martin-en-Campagne (Petit-Caux).

## Réception critique et controverse
À la suite de la mise en ligne, en novembre 2015, de la première saison du Madeleine Project, plusieurs médias français évoquent le projet avec enthousiasme : France Inter, Rue89, La Voix du Nord, Femme actuelle, Le Berry républicain ou France Bleu. À l'été 2016, la mise en ligne de la troisième saison et la publication de la version en livre du tweet-documentaire suscitent un regain d'intérêt de la presse, dont l'accueil est globalement favorable.  
Cette exposition post mortem des archives intimes de la défunte par une personne étrangère à la famille soulève toutefois des débats dans la sphère médiatique comme chez les lecteurs du Madeleine Project. Bien que le seul héritier connu de Madeleine ait autorisé la journaliste à disposer des archives de son ancêtre, le public continue de s’interroger sur la dimension éthique de l’entreprise de Beaudoux. 
Pour certains, le Madeleine Project est une intrusion dans la vie privée d’une femme qui n’a pas demandé à entrer dans le domaine public et qui n’est plus même en mesure de défendre son droit à l’intimité. Pour d’autres, le récit de Madeleine relève de l’histoire collective et demande à être diffusé, puisqu’il permet de brosser le tableau d’une époque à partir, non pas des événements tournants du siècle, mais bien du récit des individus ordinaires qui l’ont traversé. 
Clara Beaudoux n'est elle-même pas étrangère à ces questions, qui l'ont préoccupée à plusieurs étapes du projet et plus particulièrement lors de la découverte de la correspondance amoureuse de la défunte, dont la journaliste n'a publié qu'une partie des lettres. Bien qu'elle soit d'avis que le récit de Madeleine relève de la mémoire collective et « dépasse [de ce fait] le cadre de la vie privée », Beaudoux rappelle avoir pris certaines précautions pour assurer l'intégrité de la défunte : l'anonymat de Madeleine, de même que celui de tous les proches cités dans le reportage, sont préservés. La journaliste affirme également avoir été confortée dans sa démarche par les proches et les connaissances de Madeleine, qui ont trouvé très beau le portrait qu'elle dressait de la défunte.
Ce documentaire rappelle la disparition des témoignages des femmes, car elles écrivent peu et détruisent leur correspondance, problématique évoquée par Michelle Perrot, dans Les femmes ou les silences de l'histoire (Paris, Flammarion, 1998). Le Madeleine Project interroge aussi sur les traces que nous laissons sur les réseaux sociaux, l'exploitation des données, le droit à l'image, le droit à l'oubli et la conservation de la mémoire collective.

## Livres
- Clara Beaudoux, Madeleine Project, édition du sous-sol, 2016
- Clara Beaudoux, Madeleine Project, édition du sous-sol, 2017